# Halfdan Egedius

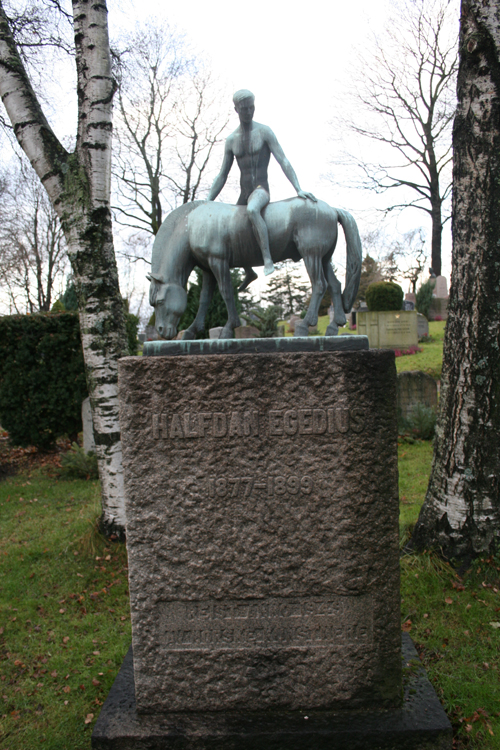
Tumba de Halfdan Egedius en el Cementerio de la iglesia de Vestre Aker, en Oslo.

Halfdan Egedius (Drammen, 5 de mayo de 1877 - 2 de febrero de 1899) fue un pintor y dibujante noruego.
Desde los 16 años hasta su prematura muerte a los 21, Hegedius destacó como un importante pintor e ilustrador. Su obra más conocida fueron las ilustraciones que realizó en para una edición popular de la Heimskringla, las sagas reales de Snorri Sturluson, donde mostró un estilo inspirado en el de Erik Werenskiold. Hegedius se incorporó en 1898 al equipo de artistas que ilustraban las sagas, del que formaban parte los destacados pintores Werenskiold, Christian Krohg, Gerhard Munthe y Eilif Petersen. Por ello su trabajo suele considerarse a la altura de esos artistas.
Mientras contribuía en esa obra, falleció de una infección micótica.

## Galería

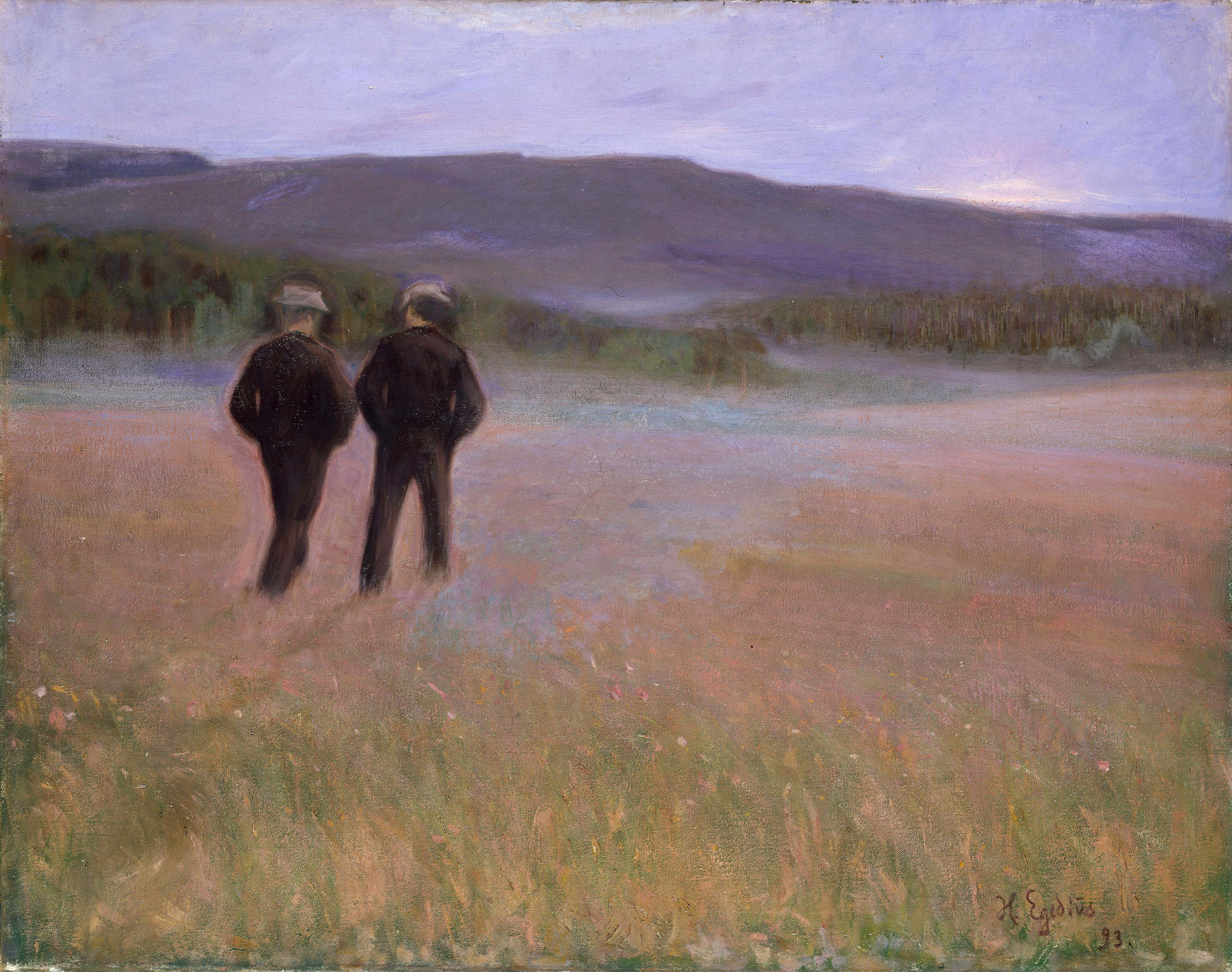
Tarde de verano (1893)
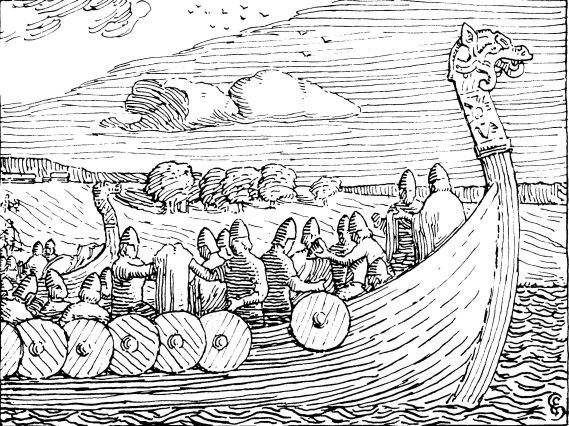
Ilustración de la Saga de Olaf el Santo
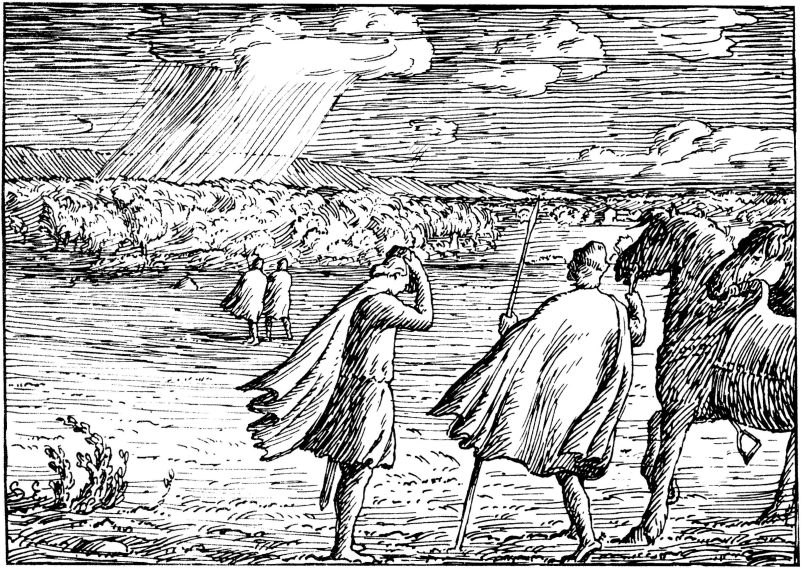
Ilustración de la Saga de Magnus el Bueno